# تشاكو مارتينيز
تشاكو مارتينيز (بالإسبانية: Braian Martínez)‏ هو لاعب كرة قدم أرجنتيني، ولد في 18 أغسطس 1999 في بامبا ديل إنفيرنو ‏ في الأرجنتين. لعب مع إنديبندينتي.

## وصلات خارجية
- تشاكو مارتينيز على موقع قاعدة بيانات كرة القدم.إي يو (الإنجليزية)
- تشاكو مارتينيز على موقع Soccerway.com (الإنجليزية)